# CBC 뉴스

로고

CBC 뉴스(영어: CBC News)는 캐나다 방송 협회 산하의 뉴스 제작 자회사이다.

## 같이 보기
- 이시 라디오 캐나다 텔레